# Califasia
Califasia é a "arte de falar com boa dicção e elegância". A origem etimológica do termo remonta ao grego na junção das palavras kállos, (belo) e phásis (elocução). Durante o Século XX, o estudo da califasia foi tomado em diferentes momentos como obrigatório no ensino escolar brasileiro.
Na década de 1930, seu estudo aparece na proposta pedagógica de Heitor Villa-Lobos atrelado à disciplina de canto orfeônico, na qual o termo era tomado como sinônimo de declamação rítmica. O termo também aparece como referência à preparação do aluno na prática de uma pronúncia legível e perfeita do texto a ser cantado. Na proposta de Heitor Villa-Lobos, a califasia é uma das finalidades do canto orfeônico, junto à calirritmia e califonia. Neste período este termo foi empregado por Heitor Villa-Lobos em seu curso de Canto Orfeônico , porém isto não quer dizer que esta definição tenha sido criada pelo Educador Musical. Esta problematização  é importante, já que este termo também era adotado em cursos de oratória e em estudos sobre os distúrbios da voz na área da saúde. Um exemplo desta utilização diversificada, é o Manual de califasia, califonia e calirritimia e a arte de dizer de Francisco da Silveira Bueno publicado pela primeira vez em 1933. Até hoje esta obra serve de referência para estudos na área da saúde, como por exemplo a Fonoadiologia. Heitor Villa-Lobos, como  outros profissionais, de diferentes campos do conhecimento, usufruiu desta definição, vista, em sua época, como um adjetivo que caracterizava uma prática que buscava primazia, no qual era desenvolvida para o alcance dos objetivos específicos propostos por cada uma destas áreas.

## O contexto do uso do termo no canto orfeônico
A década de 1930 foi palco de novas reformas nos componentes curriculares. Por exemplo, em  18 de abril de 1931, por meio do decreto n. 19.890, Getúlio Vargas, à época. presidente da república,  torna o canto orfeônico obrigatório nas escolas primeiras, secundárias e de formação profissional no Rio de Janeiro , Capital Federal naquela época. Um ano mais tarde,  em 1932, o Departamento de Educação, sobre a responsabilidade de  Anísio Teixeira, e com o apoio de Heitor Villa-Lobos, criam a Superintendência de Educação Musical e Artística , cuja direção é dada ao músico. Este novo Órgão foi responsável pela organização do curso de Pedagogia da Música e do Canto Orfeônico. Estes cursos, que foram iniciados neste mesmo ano, se dividiam de 4 formas: Declamação rítmica e califasia, Curso de preparação ao canto orfeônico, Curso especializado do ensino de música e canto orfeônico e Prática orfeônica.